# John Brett

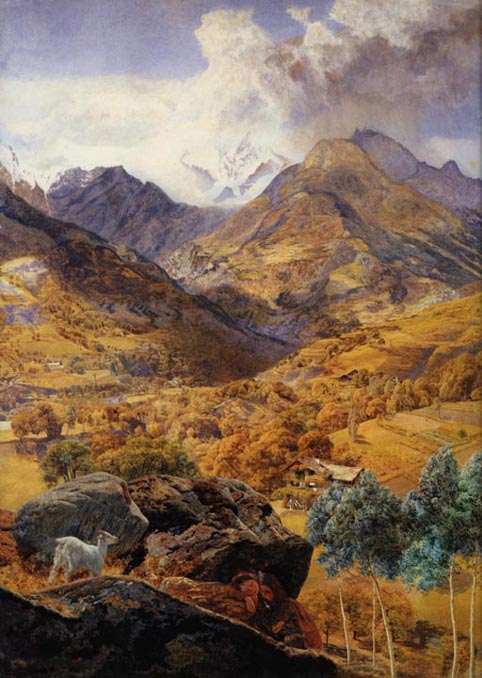
John Brett, La Valle d'Aosta (1858).

John Brett (vicino a Reigate, 8 dicembre 1831 – Londra, 7 gennaio 1902) è stato un pittore britannico appartenente alla corrente preraffaellita, famoso per la ricchezza di particolari nei suoi paesaggi.

## Biografia
Figlio di un veterano dell'esercito, nel 1851 cominciò a studiare arte da James Duffield Harding, un pittore paesaggista, prendendo successivamente lezioni anche da Richard Redgrave. Nel 1853 entrò nella Royal Academy of Arts e si interessò alle idee di John Ruskin e William Holman Hunt, conosciuti attraverso il suo amico poeta Coventry Patmore. Ispirato delle idee di Hunt sulla pittura scientifica del paesaggio, Brett visitò la Svizzera, lavorò sui paesaggi del luogo e fu ulteriormente influenzato da John William Inchbold.

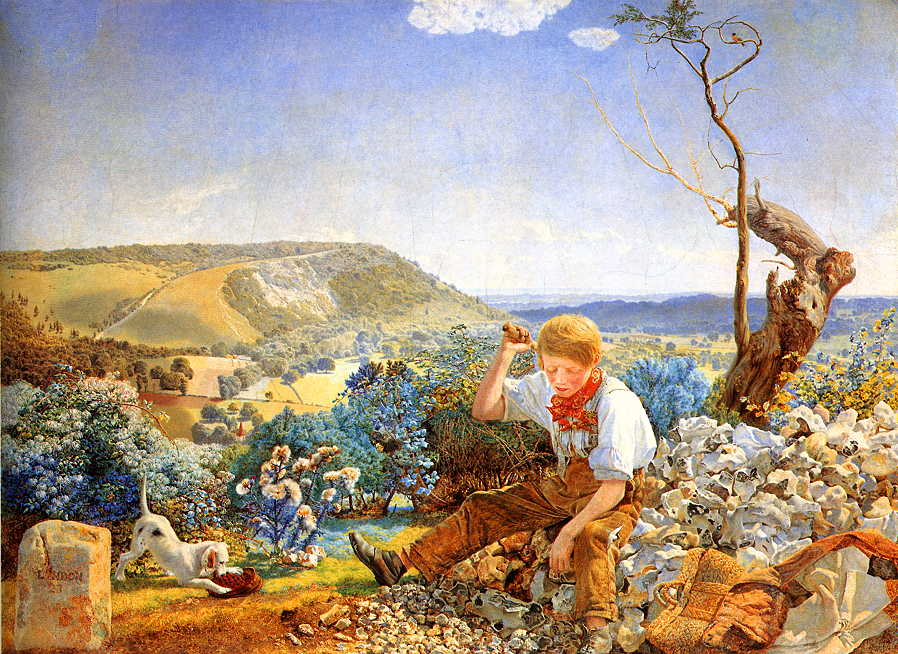
The Stonebreaker (1858).

Nel 1858 espose The Stonebreaker (lo spaccapietre), il dipinto per il quale divenne famoso. L'opera rappresenta un giovane che spacca delle pietre per utilizzarle nella costruzione della superficie della strada. L'accuratezza nei dettagli geologici e botanici impressionò Ruskin il quale predisse che Brett avrebbe dipinto il suo capolavoro se avesse visitato la Valle d'Aosta. Brett, in parte finanziato da Ruskin, partì in quella località dove creò un dipinto, esposto nel 1859, fu comprato dallo stesso Ruskin.
Brett continuò a dipingere paesaggi con particolare cura dei dettagli, visitò l'Italia in diverse occasioni durante gli anni sessanta. Come gli aveva suggerito Ruskin infuse alle opere significati religiosi e morali. Durante gli ultimi anni dipinse diversi paesaggi costieri e marine, anche influenzato dal fatto di possedere la Viking, una goletta di 210 tonnellate con un equipaggio di dodici persone, che viaggiava nel Mediterraneo.
Durante le estati degli anni ottanta Brett affittò un castello a Newport nel Pembrokeshire per usarla come base per la sua numerosa famiglia mentre egli dipingeva, disegnava e fotografava le coste sud e ovest del Galles.
Brett fu anche un appassionato astronomo, eletto socio della Royal Astronomical Society nel 1871.